# Kubok Ukraïny 1994-1995
La Kubok Ukraïny 1994-1995 (in ucraino Кубок України?) fu la 4ª edizione del torneo. La competizione iniziò il 26 settembre 1994 e terminò il 28 maggio 1995.

## Primo turno preliminare
| Squadra 1                   | Risultato       | Squadra 2                         |
| --------------------------- | --------------- | --------------------------------- |
| Tavria Novotroitsk          | 7 – 0           | Artania Ochakiv                   |
| Nyva Nechayane              | 0 – 1           | Čornomorec'-2 Odessa              |
| Nyva-Viktor Novomykolayivka | 1 – 1 (3–2 dcr) | Sirius Zhovti Vody                |
| Metalurh Kryvyi Rih         | 1 – 0           | Oskil Kupyansk                    |
| Avanhard Merefa             | 1 – 0           | Metalurh Novomoskovsk             |
| Naftokhimik Kremenchuk      | 1 – 0           | Naftovyk Okhtyrka                 |
| Lokomotyv Konotop           | –               | Systema-Borex Borodianka          |
| Druzhba Berdiansk           | 0 – 0 (3–4 dcr) | Azovec' Mariupol'                 |
| Harant Donetsk              | 2 – 3           | Dynamo Luhansk                    |
| Batkivschyna Pervomaisk     | –               | Shakhtar Horlivka                 |
| Kharchovyk Bilozerka        | 0 – 1           | Tytan Armjans'k                   |
| Chaika Okhotnykove          | 1 – 2           | Dynamo Saky                       |
| Sokil Velyki Hai            | 0 – 3           | Hazovyk Komarno                   |
| Lada Chernivtsi             | 2 – 0           | Dnister Zalischiki                |
| Pidshypnyk Lutsk            | 7 – 1           | Sokil Zolochiv                    |
| Krystal Dubno               | 2 – 4           | Advis Khmelnytskyi                |
| Khutrovyk Tysmenytsia       | 2 – 0           | Avanhard Zhydachiv                |
| Baktyanets Badalove         | 0 – 2           | Halyčyna Drohobyč                 |
| Karpaty Chernivtsi          | 0 – 2           | Fetrovyk Khust                    |
| Beskyd Nadvirna             | 1 – 1 (3–1 dcr) | LAZ Lviv                          |
| Khimik-Nyva-2 Vinnytsia     | 1 – 0           | Transimpeks Vyshneve              |
| Obolon-Zmina Kyiv           | 3 – 0           | Sula Lubny                        |
| Kolos Karapyshi             | 1 – 2           | Keramik Baranivka                 |
| Krok Zhytomyr               | 6 – 0           | Enerhetyk Netishyn                |
| Pervomayets Pershotravneve  | 1 – 4           | Dnistrovets Bilhorod-Dnistrovskyi |
| Lokomotyv Znamianka         | 1 – 0           | Vahanobudivnyk Kremenchuk         |
| Lokomotyv Smila             | 0 – 2           | Nyva Myronivka                    |

## Secondo turno preliminare
| Squadra 1                         | Risultato       | Squadra 2                    |
| --------------------------------- | --------------- | ---------------------------- |
| Tavria Novotroitsk                | 0 – 1           | Viktor Zaporizhia            |
| Čornomorec'-2                     | 1 – 0           | Metalurh Nikopol             |
| Nyva-Viktor Novomykolayivka       | 1 – 0           | Polihraftekhnika Olexandria  |
| Metalurh Kryvyi Rih               | 1 – 2           | Yavir Krasnopilya            |
| Avanhard Merefa                   | 0 – 3           | Vorskla                      |
| Naftokhimik Kremenchuk            | 4 – 2           | Metalist Kharkiv             |
| Systema-Borex Borodianka          | 3 – 2           | Dnipro Čerkasy               |
| Desna Černihiv                    | 2 – 1           | SBTS Sumy                    |
| Azovec' Mariupol'                 | 2 – 1           | Medita Shakhtarsk            |
| Shakhtar Pavlohrad                | 0 – 3           | Bazhanovets Makiivka         |
| Avanhard Rovenky                  | 4 – 1           | Vahonobudivnyk Stakhanov     |
| Torpedo Melitopol                 | 1 – 1 (3–4 dcr) | Meliorator Kakhovka          |
| Dynamo Luhansk                    | 3 – 3 (1–2 dcr) | Khimik Severodonetsk         |
| Batkivschyna Pervomaisk           | 0 – 4           | Stal' Alčevs'k               |
| Tytan Armjans'k                   | 6 – 0           | Metalurh Kerch               |
| Dynamo Saky                       | 2 – 0           | Chaika Sevastopol            |
| Hazovyk Komarno                   | 3 – 0           | Karpaty Mukacheve            |
| Lada Chernivtsi                   | 0 – 3           | Krystal Chortkiv             |
| Pidshypnyk Lutsk                  | 2 – 0           | Lviv                         |
| Advis Khmelnytskyi                | 0 – 0 (2–4 dcr) | Khimik Zhytomyr              |
| Khutrovyk Tysmenytsia             | 2 – 1           | Bukovyna Chernivtsi          |
| Halyčyna Drohobyč                 | 0 – 1           | Prykarpat'e Ivano-Frankivs'k |
| Fetrovyk Khust                    | 1 – 0           | Skala Stryi                  |
| Beskyd Nadvirna                   | 0 – 1           | Zakarpattia Uzhhorod         |
| Khimik-Nyva-2 Vinnytsia           | 0 – 3           | CSKA Kiev                    |
| Obolon-Zmina Kiev                 | 1 – 3           | Borysfen Boryspil            |
| Keramik Baranivka                 | 4 – 2           | Ros Bila Tserkva             |
| Krok Zhytomyr                     | 0 – 4           | Podillya Khmelnytskyi        |
| Tavria Kherson                    | 2 – 6           | Odessa                       |
| Dnistrovets Bilhorod-Dnistrovskyi | 0 – 4           | EVIS Mykolaiv                |
| Lokomotyv Znamianka               | 0 – 4           | Zirka Kirovohrad             |
| Nyva Myronivka                    | 1 – 2           | Dinamo-2 Kiev                |

## Terzo turno preliminare
| Squadra 1                   | Risultato       | Squadra 2                    |
| --------------------------- | --------------- | ---------------------------- |
| Viktor Zaporizhia           | 2 – 0           | Čornomorec'-2 Odessa         |
| Nyva-Viktor Novomykolayivka | 0 – 0 (2–3 dcr) | Yavir Krasnopilya            |
| Vorskla                     | 1 – 0           | Naftokhimik Kremenchuk       |
| Systema-Borex Borodianka    | 1 – 0           | Desna Černihiv               |
| Azovec' Mariupol'           | 1 – 1 (5–3 dcr) | Bazhanovets Makiivka         |
| Avanhard Rovenky            | 4 – 1           | Meliorator Kakhovka          |
| Khimik Severodonetsk        | 0 – 1           | Stal' Alčevs'k               |
| Tytan Armjans'k             | 1 – 1 (3–2 dcr) | Dynamo Saky                  |
| Hazovyk Komarno             | 2 – 1           | Krystal Chortkiv             |
| Pidshypnyk Lutsk            | 1 – 3           | Khimik Zhytomyr              |
| Khutrovyk Tysmenytsia       | 2 – 1           | Prykarpat'e Ivano-Frankivs'k |
| Fetrovyk Khust              | 0 – 1           | Zakarpattia Uzhhorod         |
| CSKA Kiev                   | 1 – 3           | Borysfen Boryspil            |
| Keramik Baranivka           | 2 – 1           | Podillya Khmelnytskyi        |
| Odessa                      | 2 – 0           | EVIS Mykolaiv                |
| Zirka Kirovohrad            | 0 – 1           | Dinamo-2 Kiev                |

## Sedicesimi di finale
| Squadra 1             | Totale | Squadra 2          | Andata | Ritorno |
| --------------------- | ------ | ------------------ | ------ | ------- |
| Viktor Zaporizhia     | 1 – 11 | Kryvbas            | 0 – 4  | 1 – 7   |
| Yavir Krasnopillya    | 0 – 4  | Nyva Ternopil'     | 0 – 0  | 0 – 4   |
| Vorskla               | 3 – 2  | Volyn Lutsk        | 2 – 0  | 1 – 2   |
| Systema-Borex         | 1 – 5  | Šachtar            | 0 – 3  | 1 – 2   |
| Medita Shakhtarsk     | 2 – 6  | Čornomorec'        | 2 – 2  | 0 – 4   |
| Avanhard Rovenky      | 2 – 7  | Kremin' Kremenčuk  | 2 – 2  | 0 – 5   |
| Stal' Alčevs'k        | 3 – 1  | Zorya-MALS Luhansk | 2 – 0  | 1 – 1   |
| Tytan Armjans'k       | 3 – 5  | Nyva Vinnycja      | 2 – 3  | 1 – 2   |
| Hazovyk Komarno       | 0 – 4  | Dinamo Kiev        | 0 – 2  | 0 – 2   |
| Khimik Zhytomyr       | 3 – 4  | Torpedo Zaporižžja | 2 – 0  | 1 – 4   |
| Khutrovyk Tysmenytsia | 2 – 4  | Tavrija            | 1 – 1  | 1 – 3   |
| Zakarpattia Uzhhorod  | 2 – 4  | Karpaty            | 2 – 1  | 0 – 3   |
| Borysfen Boryspil     | 1 – 3  | Veres Rivne        | 1 – 0  | 0 – 3   |
| Keramik Baranivka     | 1 – 2  | Temp Šepetivka     | 1 – 0  | 0 – 2   |
| Odessa                | 2 – 3  | Metalurh-Viktor    | 1 – 1  | 1 – 2   |
| Dinamo-2 Kiev         | 4 – 5  | Dnipro             | 3 – 1  | 1 – 4   |

## Ottavi di finale
| Squadra 1       | Totale | Squadra 2          | Andata | Ritorno |
| --------------- | ------ | ------------------ | ------ | ------- |
| Kryvbas         | 3 – 4  | Nyva Ternopil'     | 3 – 0  | 0 – 4   |
| Vorskla         | 0 – 9  | Šachtar            | 0 – 1  | 0 – 8   |
| Čornomorec'     | 3 – 2  | Kremin' Kremenčuk  | 2 – 0  | 1 – 2   |
| Stal' Alčevs'k  | 1 – 2  | Nyva Vinnycja      | 1 – 0  | 0 – 2   |
| Dinamo Kiev     | 2 – 1  | Torpedo Zaporižžja | 2 – 0  | 0 – 1   |
| Tavrija         | 4 – 3  | Karpaty            | 3 – 0  | 1 – 3   |
| Veres Rivne     | 1 – 2  | Temp Šepetivka     | 1 – 0  | 0 – 2   |
| Metalurh-Viktor | 0 – 3  | Dnipro             | 0 – 2  | 0 – 1   |

## Quarti di finale
| Squadra 1      | Totale | Squadra 2     | Andata | Ritorno |
| -------------- | ------ | ------------- | ------ | ------- |
| Nyva Ternopil' | 1 – 3  | Šachtar       | 1 – 1  | 0 – 2   |
| Čornomorec'    | 3 – 1  | Nyva Vinnycja | 3 – 0  | 0 – 1   |
| Dinamo Kiev    | 1 – 3  | Tavrija       | 0 – 1  | 1 – 2   |
| Temp Šepetivka | 0 – 3  | Dnipro        | 0 – 2  | 0 – 1   |

## Semifinali
| Squadra 1   | Totale | Squadra 2 | Andata | Ritorno |
| ----------- | ------ | --------- | ------ | ------- |
| Čornomorec' | 2 – 2  | Šachtar   | 2 – 1  | 0 – 1   |
| Tavrija     | 1 – 2  | Dnipro    | 1 – 1  | 0 – 1   |

## Finale
| Arbitro: | Viktor Derdo (Illïčïvs'k) |

|                                                   |                      |                                                         |
| Petrov 77’                                        | Marcatori            | 23’ Zakharov                                            |
| Petrov Matveyev Kryvencov Babiy Orbu Leonov Koval | Tiri di rigore 7 – 6 | Skrypnyk Bahmut Diryavka Polunin Kovalec' Horily Finkel |